# 23749 Тігесен
23749 Тігесен (23749 Thygesen) — астероїд головного поясу, відкритий 22 травня 1998 року.
Тіссеранів параметр щодо Юпітера — 3,606.